# Hermesianax
Hermesianax war ein antiker griechischer Elegiker aus Kolophon. Er lebte um 300 v. Chr.
Hermesianax war ein Freund und Schüler des griechischen Dichters und Grammatikers Philetas aus Kos. Er schrieb nach dem Vorbild des Dichters Antimachos von Kolophon erotische Elegien in drei Büchern, unter der Aufschrift Leontion, dem Namen einer Hetäre, die seine Geliebte war. Von diesem Werk sind noch 98 in sehr schlechtem Zustand überlieferte Verse erhalten.